# Tachina hispida
Tachina hispida är en tvåvingeart som först beskrevs av Tothill 1924.  Tachina hispida ingår i släktet Tachina och familjen parasitflugor. Inga underarter finns listade i Catalogue of Life.